# 西村茂生
西村 茂生（にしむら しげお、1885年2月24日 - 1966年7月18日）は、日本の政治家、衆議院議員（7期）。岩国市長。岩国市名誉市民。

## 生涯
山口県玖珂郡岩国町（現・同県岩国市）出身。農商務省附属水産講習所（現・東京海洋大学）及び東京帝国大学理科大学卒業。20代から岩国町会議員・玖珂郡会議員・山口県会議員を歴任、山口県会においては県会副議長を務めた。1928年の普通選挙による最初の総選挙で旧山口2区から立憲政友会公認で立候補して当選、中央政界に入った。その後通算7回衆議院議員総選挙に当選した。1931年犬養内閣の海軍参与官に就任。政友会内では同じく山口県出身・選出の久原房之助と行動をともにし、1939年の政友会分裂に際しては久原や鳩山一郎とともに正統派に所属した。政友会正統派内は鳩山・三土忠造・安藤正純らいわゆる鳩山系の議員が多かったが西村は岡田忠彦・津雲国利・肥田琢司・東条貞・松浦伊平らとともに久原系の議員とみなされた。同年平沼内閣の陸軍政務次官に就任。1941年7月現職の代議士のまま第2代岩国市長に就任した。政党解消後は翼賛議員同盟に所属、翌1942年の第21回衆議院議員総選挙に翼賛政治体制協議会の推薦候補として立候補し当選している。その後は翼賛政治会・大日本政治会に所属した。
戦後は旧政友会正統派の大半を占める鳩山系の議員が結党に参加した日本自由党にも、大日本政治会を母胎としながらも政友会正統派の議員が鳩山系・久原系ともに殆ど結党に参加しなかった日本進歩党にも参加せず、岡田・津雲・肥田・東条・松浦ら旧政友会正統派内の他の久原系の議員とともに院内会派・無所属倶楽部の結成に参加した。だが、翼賛選挙で推薦候補だったため公職追放された。
追放解除後、1952年の第25回衆議院議員総選挙で自由党の公認で山口2区から立候補し当選、政界に復帰した。だが、翌年の第26回衆議院議員総選挙で落選し政界から引退した。1966年7月18日、心筋梗塞のため81歳で没した。